# Life's a Trip
Albums de Trippie Redd
A Love Letter to You 2
(2017)
Singles
1. Dark Knight Dummo (feat. Travis Scott)
Sortie : 6 décembre 2017
2. UKA UKA
Sortie : février 2018
3. Wish
Sortie : 25 avril 2018
4. Taking a Walk
Sortie : 6 août 2018

Life's a Trip est le premier album studio du rappeur et chanteur américain Trippie Redd. Sorti le 10 août 2018 sur les labels TenThousand Projects et Caroline Distribution, l'album contient des featurings avec Young Thug, Travis Scott, Reese LaFlare et Diplo. Sa production fut assurée par OZ, Murda Beatz, Honorable C.N.O.T.E., Avedon, Diplo, Scott Storch, Wheezy, Boaz van de Beatz et We Are the Stars, entre autres.

## Génèse
L'album fut annoncé en 2018 et sa date de sortie ainsi que sa pochette furent dévoilées le 31 juillet.

## Singles
Le single principal de l'album, Dark Knight Dummo, est sorti le 6 décembre 2017. Celui ci est en featuring avec Travis Scott,  tout cela chapeauté par une production de Honorable C.N.O.T.E.. Il atteint la 72e place au US Billboard Hot 100, devenant le single de Trippie Redd le mieux classé.

## Liste des pistes
Crédits venant de Tidal et Qobuz
| No  | Titre                                               | Auteur                                                                                      | Producteur(s)                                | Durée |
| --- | --------------------------------------------------- | ------------------------------------------------------------------------------------------- | -------------------------------------------- | ----- |
| 1.  | Together                                            | - Michael White IV - Austin Leech - Conner Leech                                            | We Are the Stars                             | 2:44  |
| 2.  | Taking a Walk                                       | - White IV - Scott Storch - Vincent van den Ende                                            | - Storch - Avedon                            | 2:01  |
| 3.  | Wish (Trippie Mix) (avec Diplo)                     | - White IV - Diplo - Boaz van de Beatz - Wyatt Charles Bamford Sanders - Robin P. Francesco | - Diplo - Boaz van de Beatz - Yoda Francesco | 2:56  |
| 4.  | Missing My Idols                                    | - White IV - Ozan Yildirim - Nik Frascona                                                   | - OZ - Nik D                                 | 2:26  |
| 5.  | Forever Ever (featuring Young Thug & Reese LaFlare) | - White IV - Shane Lindstrom - Robert Mandell - Jeffery Williams - Thaddeus Williams        | - Murda Beatz - G Koop                       | 3:57  |
| 6.  | Bird Shit                                           | - White IV - Wesley Glass - A. Leech - C. Leech                                             | - Wheezy - We Are the Stars                  | 3:49  |
| 7.  | BANG!                                               | - White IV - Yildirim                                                                       | OZ                                           | 4:43  |
| 8.  | How You Feel                                        | - White IV - Austin Schindler - Andrew Franklin - Raynford Humphrey                         | - Austin Powerz - Pro Logic - Preme          | 4:34  |
| 9.  | Dark Knight Dummo (featuring Travis Scott)          | - White IV - Carlton Mays, Jr. - Jacques Webster                                            | Honorable C.N.O.T.E.                         | 4:16  |
| 10. | UKA UKA                                             | - White IV - Yildirim - Leon Ware - Arthur Ross                                             | OZ                                           | 2:44  |
| 11. | Shake It Up                                         | - White IV - Yildirim - Nima Jahanbin - Paimon Jahanbin - Angelo Arce - Laraya Robinson     | - OZ - Wallis Lane                           | 1:58  |
| 12. | Oomps Revenge                                       | - White IV - Gene Dunlap - Kathy Kosins - Rosamond Bryant                                   | Beat Pusher                                  | 2:00  |
| 13. | Gore                                                | - White IV - Yildirim - Jacob Reske                                                         | - OZ - Reske                                 | 2:42  |
| 14. | Underwater FlyZone                                  | - White IV - A. Leech - C. Leech                                                            | We Are the Stars                             | 5:49  |

- [a] signifie un co-producer